# Gwary zachodniopomorskie
Gwary zachodniopomorskie – etnolekt, którym posługiwano się przypuszczalnie do końca XVII wieku na Pomorzu Zachodnim i części Pomorza Gdańskiego. Od wschodu gwary zachodniopomorskie sąsiadowały z gwarami kaszubskimi, a od zachodu z połabskimi i były spoiwem pomiędzy nimi (kontinuum dialektalne).
Wraz z kaszubszczyzną gwary zachodniopomorskie tworzyły słowiański etnolekt pomorski traktowany przez uczonych jak odrębny język słowiański – język pomorski.
O gwarach zachodniopomorskich niewiele wiadomo. Nie sporządzano dokumentów pisanych, nigdy na ich bazie nie powstał język literacki. Etnolekt zachodniopomorski podzielił dokładnie ten sam los co język połabski – na przestrzeni wieków (do ok. 1660 roku), pomorszczyzna zachodnia zmniejszała swój zasięg na rzecz języka dolnosaksońskiego. W związku z tym na miejscu słowiańskich gwar zachodniopomorskich pojawił się nowo powstały język germański – etnolekt wschodniodolnoniemiecki. Jednakże gwary zachodniopomorskie w przeciwieństwie do dwóch pozostałych dużych języków, które zostały zniszczone w wyniku germanizacji i zastąpione przez wschodniodolnoniemiecki – pruskiego i połabskiego, choć same nie przetrwały, zostawiły po sobie dużo śladów w nowym języku. Germańska gwara zachodniopomorska posiada szeroki wachlarz słowiańskiego słownictwa (pomeranizmów), które zaczerpnęła w trakcie asymilacji języka Pomorzan.

## Cechy fonetyczne gwar Pomorza Szczecińskiego
Na podstawie analizy zapisów toponimów w średniowiecznych (i późniejszych) źródłach łacińsko- i niemieckojęzycznych, Ewa Rzetelska-Feleszko ustaliła, że słowiańskie dialekty Pomorza Szczecińskiego cechowały następujące właściwości:
1. Konsekwentne przeprowadzenie kilku zmian typowych dla całego obszaru pomorskiego i dla połabszczyzny: rozwoju *TărT > TarT (gdzie T to spółgłoska przedniojęzykowa twarda), *l, *ĺ > oł, wprowadzenie protezy *o- > vo- (prelabializacja).
2. Rozwój samogłosek nosowych i powstanie typu domk, kravc - wspólny z Pomorzem Środkowym, a w typie domk, kravc - wspólny także z kaszubszczyzną.
3. Częściowe przeprowadzenie zmian takich, jak przegłos *ěT > 'aT, *ŕT > arT, przejście *ra- > re-, *ja- > je- oraz powstanie późniejszej oboczności tart || tert. Zmiany te mają szersze zasięgi także na polskim obszarze gwarowym.
4. Sporadyczne ślady niektórych zmian typowych dla wschodniej części dialektów lechickich, tj. ślady 'oT < *eT, ć < ť, ʒ́ < ď.
5. Sporadyczne refleksy niektórych zmian połabskich: dyftongizacji *y po spółgłoskach wargowych, vü < *o-', *TălT > TlaT.

Charakterystyczną cechą dla dawnych dialektów pomorskich był jednak brak konsekwencji w przeprowadzaniu większości tych zmian. Jedynie przekształcenie *TărT w TarT oraz *l, *ĺ w oł przeprowadzone zostało konsekwentnie.

### Wykaz zmian fonetycznych od stanu pralechickiego do dawnych gwar Szczecińskiego
- *TărT > TarT, np. *Parpatь > Parpart, *Pribarnov- > Pribbernow;
- *l̥, *ĺ̥ > oł, np. *Xlm > Cholm, *Tĺčь > Tolz;
- *kn > ?;
- *ŕ̥T > 'arT, np. *Čŕnov- > Zarnow, *Tŕnov- > Tarnow;
- *ŕ̥ (pozostałe pozycje) > ir, er, np. *Smŕdęca > Zmirdinza, *Svŕčev- > Zwerzowe;
- *o- > vo-, np. *Okolъ > Wokuhl, *Osov- > Wossow;
- *ja- > ja-, je- (obocznie), np. *Jagov- > Jagowe, *Jarębov- > Iernbow;
- *ra- > re-, ra- (obocznie), np. *Rakov- > Reckow, *Radunjь > Radun;
- *-ьcь > -c, -'ec (obocznie), np. *Benьcь > Bentz, *Gardьcь > Gardiz;
- *-ъkъ > -k, -ek (obocznie), np. *Pěsъkъ > Pezk, *Linъkъ > Lyneke;
- *ěT > 'aT (przegłos polski), eT (obocznie), np. *Pěsъkъ > Pasik, *Trěbětov- > Tribethou - ograniczenie po spółgłoskach wargowych, /r/ i /j/;
- *ęT > ąT (przegłos lechicki), np. *Svętov- > Schwantew, *Kalętъ > Kalant;
- *ę (pozostałe pozycje) > ę, np. *Jarębov- > Iarenbow, *Klęsъkov- > Clenskowe;
- *ǫ > ą, np. *Kǫpa > Campe, *Dǫbъ > Damba;
- *TărT, *r, *ŕT > ... > tart || tert (formy oboczne), np. *Bartъkov- > Berticow, Bartkow;
- *eT > przeważająco eT, np. *Pometov- > Pomedowe, *Trebenov- > Trebenow (tylko wyjątkowo 'oT, na pograniczu Pomorza Środkowego i Szczecińskiego, np. *Brezomostъ > Brosamuste, *Kremen- > Crammonstorff);
- *ť, ď > t, d (brak afrykatyzacji ť, ď - wobec braku grup ć, ʒ́, nie można mówić o kaszubieniu; afrykatyzacja ta objęła jednak wschodnią część Pomorza Środkowego, wobec czego i w Szczecińskiem pojawiają się wyjątkowe przypadki tego zjawiska, np. *Golentin-? > Golazin, *Klodin- > Clodsin);
- *ŕ > r, np. *Zvěrin- > Zwerin, *Triglovy > Trighelowe (wyjątkowo tylko *Zabeŕev- > Zabersowe; zmiana ta jest równoległa do afrykatyzacji ť, ď);
- *Wy (W = sp. wargowa) > y, np. *Bystr- > Besterbeke, *Vysoka(ja) > Visoca (bez połabskiej dyftongizacji);
- *voP- (P = sp. palatalna) > voP-, np. *Olьxov- > Wolchow, *Osica > Wotsiz (tylko wyjątkowo - z połabska: *voP- > vüP-, np. *Olьšьk- > Weltzke, *Orьlьje > Werle);
- ъ̮, ь̮ (w początkowych sylabach pod i przed akcentem) - czy samogłoski te były wokalizowane, czy zanikały, ustalić nie można z uwagi na niedoskonałości notacji kancelistów niemieckich;
- *TelT x *TålT - brak danych;
- *TălT > TloT, np. *Pălt-? > Plote, *Klotov- > Clottow (tylko wyjątkowo TlåT, np. *Klodov- > Cladawe, *Čŕnoglovy > Zarneglaw)[4].